# Huminové látky
Huminové látky jsou přírodní organické látky vznikající rozkladem převážně rostlinných zbytků. Huminové látky jen obtížně podléhají dalšímu rozkladu a jsou ve velkém množství obsažené v půdě, rašelině, uhlí a některých vodách. Podle rozpustnosti se dělí na huminy, huminové kyseliny a fulvonové (též fulvinové) kyseliny.

## Rozdělení a vlastnosti
Huminy se podle rozpustnosti dělí na tři kategorie, které se však liší i dalšími vlastnostmi.

### Fulvonové kyseliny
Fulvonové kyseliny jsou rozpustné ve vodě nezávisle na pH. Jsou nejsvětlejší z huminových látek, jejich barva je světle žlutá až žlutohnědá. Kromě nejméně intenzivního zabarvení se vyznačují nejnižší molekulární hmotností a nejnižším stupněm polymerace. Obsahují vyšší podíl kyslíku (48 %) než uhlíku (45 %).

### Huminové kyseliny
Huminové kyseliny jsou nerozpustné ve vodě s pH 2 a nižším, naopak při vyšším pH se rozpouštějí. Typická barva je hnědá až hnědočerná.

### Huminy
Huminy jsou ve vodě zcela nerozpustné a to při jakémkoli pH. Vyznačují se černou barvou, nejvyšším stupněm polymerace, nejvyšší molekulární hmotností (řádově zhruba 100× vyšší než u fulvonových kyselin). Obsahují také nejvíce uhlíku (62 %) a nejméně kyslíku (30 %).

## Využití
Huminové látky se využívají především pro výživu rostlin. Ačkoli nejde o hnojivo klasického typu (živiny N, P, K), umožňují huminy snazší příjem živin, stimulují tvorbu kořenového vlášení, díky kterému rostlina lépe absorbuje vodu a živiny, podporují fotosyntézu a zlepšují vlastnosti půdy. Stimulují růst rostlin v míře srovnatelné s fytohormónem auxinem.
Huminové látky se pro zemědělské účely dodávají v podobě roztoků, prášků nebo granulátu. Aplikují se buďto ve formě postřiku, kdy je lze kombinovat i s listovými hnojivy či přípravky na ochranu rostlin (jejichž účinnost zvyšují), nebo jsou aplikovány do substrátu jako granulát či zálivkou.

## Výroba
Počátky výroby huminových látek sahají do přelomu 19. a 20. století. Za tuto dobu byly vyvinuty tři základní postupy, které se liší i použitou surovinou.

### 1. generace - uhelné humáty
Na konci 19. století byly humáty objeveny a od počátku 20. století vyráběny huminové preparáty z přírodní látky zvané leonardit, která je součástí některých uhelných nalezišť. Jde o organickou neprouhelnatělou hmotu. Protože tyto materiály vznikaly dlouhodobě a ležely miliony let v zemi, jsou obvykle vodou rozpustné složky (nízkomolekulární část a huminové soli) vyplavené a naopak huminové kyseliny na sebe za tuto dobu navázaly značné množství těžkých kovů.
Tomu odpovídají požadavky na zpracování i výsledná použitelnost. Klíčové proto je čištění substrátu od těžkých kovů; míře čistoty pak odpovídá cena výsledného preparátu. Uhelné humáty se skládají převážně z vysokomolekulárních látek, takže nejsou zcela rozpustné. Obsahují 17-70 % huminových látek.

### 2. generace
Jako surovina je použitá rašelina nebo jezerní sapropely. Výsledný produkt je poměrně kvalitní, ale méně koncentrovaný (zhruba 8%; zbytek tvoří voda). Opět je nutné čištění od těžkých kovů, které má vliv na cenu. Ta je několikanásobně vyšší než v případě uhelných humátů.

### 3. generace - lignohumáty
Základní surovina pochází ze dřeva, jedná se o technický lignosulfonát, který vzniká jako odpad při výrobě papíru. Výhodou jeho použití je absence těžkých kovů, takže odpadá proces čištění. Lignosulfonát je řízeným procesem zrychlené humifikace kompletně převeden a lignohumát – směs huminových látek zcela rozpustných ve vodě, které jsou z 90 % tvořené solemi huminových kyselin, z nichž minimálně 50 % zastupují nízkomolekulární látky. Kompletní rozpustnost umožňuje aplikaci na list a kombinaci s dalšími přípravky na ochranu a výživu rostlin.